# 방공 협정

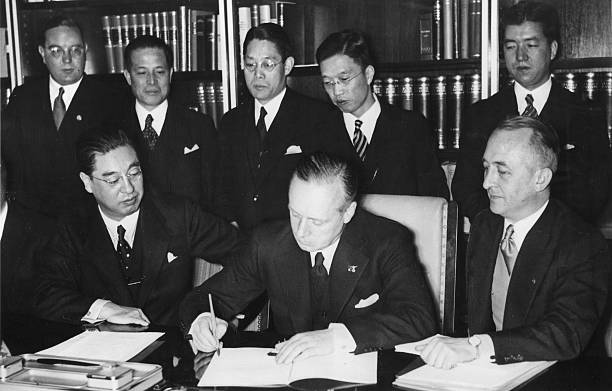
방공 협정에 서명하고 있는 요아힘 폰 리벤트로프 독일 외무장관과 무샤노코지 긴토모 독일 주재 일본 대사

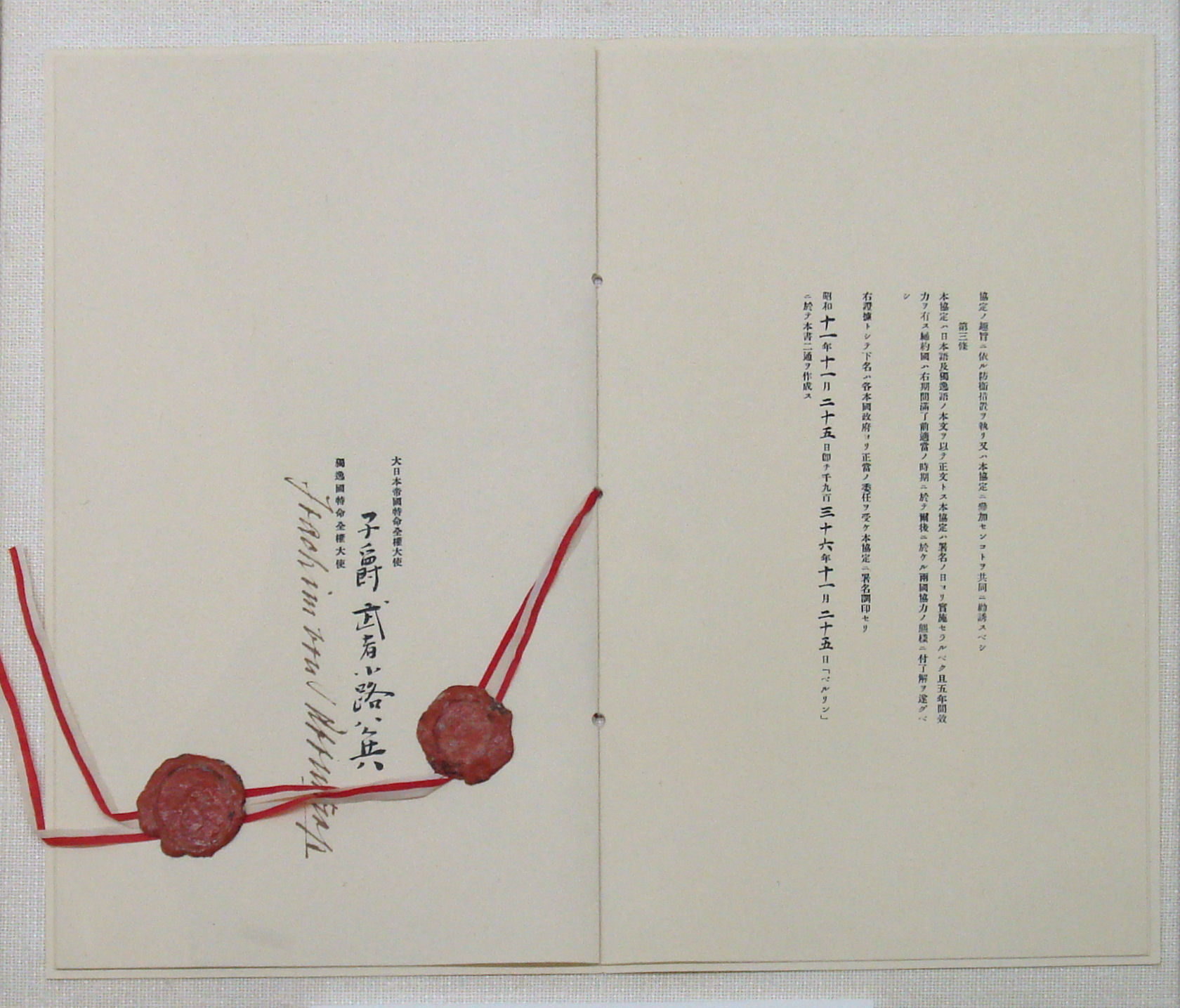
방공 협정 일본어 원본 문서

방공 협정(防共 協定) 또는 반코민테른 협정(反 - 協定, 독일어: antikominternpakt, 이탈리아어: patto anticomintern, 일본어: 防共協定, 영어: Anti-Comintern Pact, Agreement against the Communist International)은 1936년 10월 25일 나치 독일과 일본 제국이 코민테른과 소련에 대항하기 위해 맺은 협정으로 독일이나 일본이 소련의 침략을 받을 경우 양국 모두의 이익을 보호하기 위해 특별한 조치를 취한다는 내용을 담고 있다.
1937년 11월 6일 이탈리아 왕국이 협정에 서명하면서 추축국이 형성되었으며 1941년 11월 25일을 기해 개정된 새 협정에 따라 유효 기간이 5년 연장되었다. 1941년 당시 새로 개정된 방공 협정에 서명했던 나라는 다음과 같다.
- 나치 독일(1936년)
- 일본 제국(1936년)
- 이탈리아 왕국(1937년)
- 헝가리 왕국(1939년)
- 만주국(1939년)
- 프랑코 정권(1939년)
- 핀란드(1941년)
- 루마니아 왕국(1940년)
- 불가리아 왕국(1940년)
- 슬로바키아 공화국(1941년)
- 덴마크(1941년)
- 크로아티아 독립국(1941년)

## 같이 보기
- 독일-소련 불가침 조약
- 강철 조약
- 삼국 동맹 조약